# Participativna demokracija
Participativna demokracija je oblik demokracije koji uključuje široko sudjelovanje (participaciju) građana u donošenje odluka. Obično su u tu koncepciju uključeni i oblici suodlučivanja zaposlenika (suodlučivanje) unutar poduzeća. Tu koncepciju osobito zastupaju i razvijaju politički mislioci nove ljevice od 1960-ih godina, kao što je Carole Pateman. 
Koncepcija participacije građana ne znači negiranje značaja ustanova predstavničke demokracije, jer niz odluka ne može se donositi direktnim odlučivanjem; institucije direktne demokracije, kao što su referendum, pravo na zakonodavnu inicijativu, pravo na sudjelovanje u savjetodavnim tijelma koja pripremaju odluke itd, U koncepciji participativne demokracije ovi mehanizmi odlučivanja opstoje paralelno s predstavničkim institucijama (parlament, vlada, izbori idr.). Po tome pojam "participativne demokracije" treba razlikovati od radikalnijih teorija samoupravljanja, osobito u anarhizmu. 

## Suvremena teorija participativne demokracije
Na temelju kritike ustanova predstavničke i općenito liberalne demokracije, politički teoretičari od početka 1970-ih godina razvijaju teoriju participativne demokracije. Jedan od najznačajnijih teoretičara je Carole Pateman. U to doba dolazi do krize države blagostanja, opterećene prevelikim obavezama koje se državi nameću, bujanjem birokracije i neučinkovitošću. Teoretičari nove ljevice nastoje razviti politički učinkovite alternative proširujući koncepciju demokracije.

### Utjecaj
Na globalnom političkom planu nisu imali uspjeha, za razliku od teoretičara nove desnice, čije ideje, razvijene 1970-ih godina, presudno utječu na političke vođe kao što su Ronald Reagan i Margaret Thacher, koji 1980-ih godina rade na "demontiranju" socijalne države, vraćajući se ka liberalnim principima, koje Pateman kritizira. 
U daljem razvoju, ipak, ideje participativne demokracije imaju utjecaja na stavove vodećih političara i na političke institucije. Priznaje se (uključivo i dokumente Europske unije i Ujedinjenih naroda načelna potreba da se političke odluke donose na što nižem nivou, ovisno o prirodi problema (načelo supsidijarnosti), tako da i širi slojevi građana imaju mogućnost sudjelovati u procesu donošenja odluka.
Razmatrajući djelovanje političkih stranaka, Carole Pateman i drugi teoretičari nove ljevice smatraju da su političke stranke nužne za uspješno djelovanje demokracije, ali da treba inzistirati da one unutar sebe budu organizirane tako da omoguće stalnu aktivnost, tj. participaciju članstva. U praksi, međutim, nastavila se u svim strankama snažna tendencija ka prevlasti stranačkih vođa i profesionalnog aparata. Jedino zelene stranke, koje su obično povezane s novim društvenim pokretima u pravilu inzistiraju na participativnim načelima (ali ni one nisu imune na opasnosti otuđivanju vodstva od članstva). 
Koncepcije značaja političke participacije imale su međutim znažan utjecaj na razvoj novih društvenih pokreta od 1970-ih godina (feminizam, mirovni pokret, pokret za solidarnost s trećim svijetom, ekološki itd). Spontano se javljaju brojne aktivne grupe građana, koji su pogođeni nekim problemom ili žele promovirati neke svoje interese, načela ili vrednote (udruge), koji zahtijevaju da ih se sasluža i uvažava u političkim procesima. Oni u tome imaju uspjeha i prisiljavaju političare da ih uvažavaju kao sugovornike i uključe u neke formalne oblike donošenja odluka.